# Teófilo Yldefonso

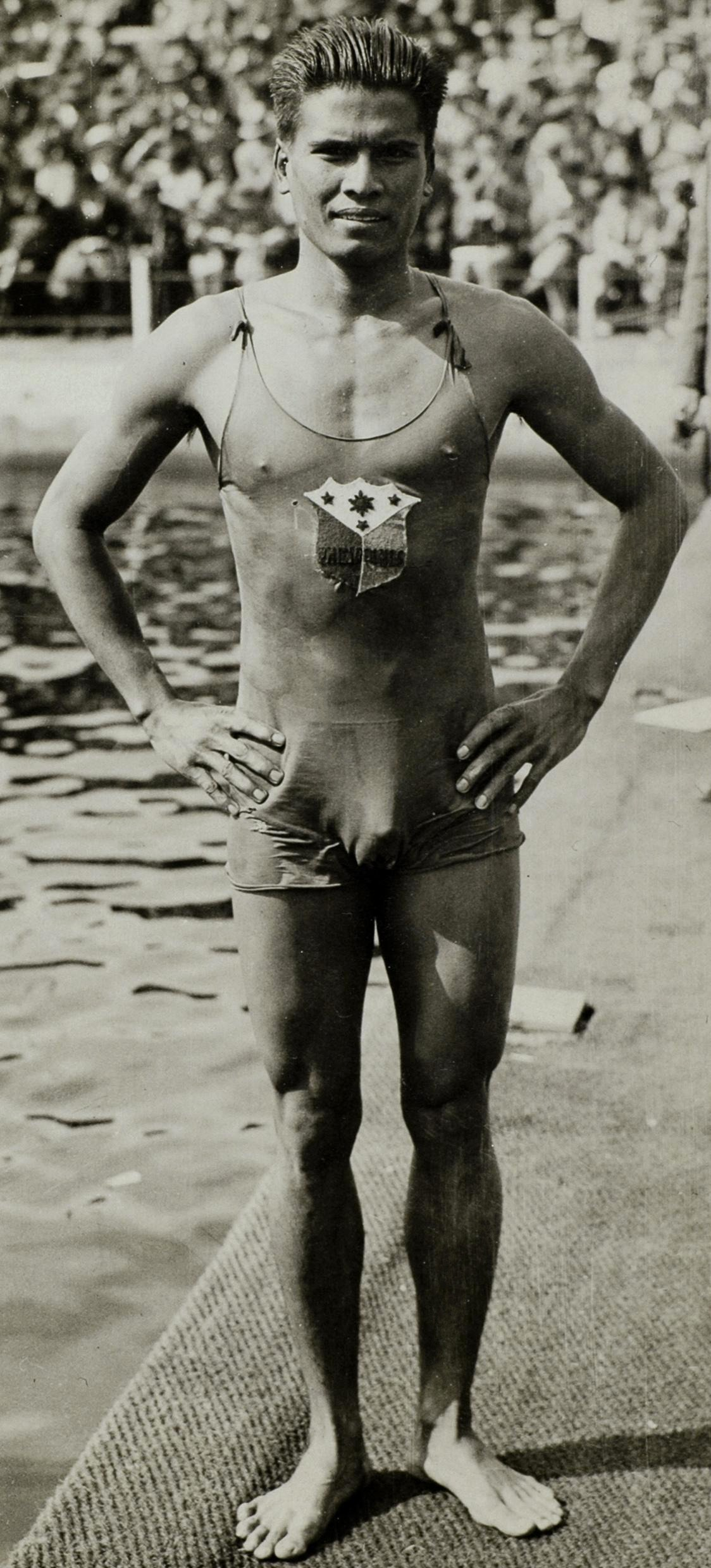
Teófilo Yldefonso

Teófilo Yldefonso ( Piddig, Filipinas, 5 de noviembre de 1903 - Capas, 19 de junio de 1942) fue un nadador filipino, el primero en conseguir una medalla olímpica y el único en conseguir más de una. 

## Biografía
Nació el 5 de noviembre de 1903 en la ciudad de Piddig, población situada en la provincia de Ilocos Norte de la isla de Luzón, meses antes de que terminara la guerra filipino-estadounidense.
Tras la Campaña de Filipinas (1941-1942) se inició la ocupación japonesa de Filipinas, durante la cual Yldefonso fue detenido. Falleció el 19 de junio de 1942 en el campo de concentración de Capas, situado cerca de Bataán, en plena Segunda Guerra Mundial, luchando contra la ocupación japonesa de Filipinas. Sus restos no han sido nunca recuperados.

## Carrera deportiva
Participó, con 25 años, en los Juegos Olímpicos de 1928 realizados en Ámsterdam (Países Bajos), donde consiguió ganar la medalla de bronce en la prueba de los 200 metros braza, convirtiéndose en el primer deportista filipino en conseguir una medalla olímpica. En los Juegos Olímpicos de verano de 1932 realizados en Los Ángeles (EE. UU.) consiguió revalidar esta medalla, convirtiéndose hasta el momento en el único filipino en conseguir más de una medalla olímpica. En los Juegos Olímpicos de 1936 realizados en Berlín (Alemania nazi) finalizó séptimo en esta misma prueba.